# Carex mcvaughii
Carex mcvaughii är en halvgräsart som beskrevs av Anton Albert Reznicek. Carex mcvaughii ingår i släktet starrar, och familjen halvgräs. Inga underarter finns listade i Catalogue of Life.